# Волчицы
Волчицы (укр. Вовчиці) — село в Заречненской поселковой общине Варашского района Ровненской области Украины. Расположено на реке Стыр.
До 2020 года входило в Заречненский район.
Население по переписи 2001 года составляло 666 человек. Почтовый индекс — 34042. Телефонный код — −3632. Код КОАТУУ — 5622281002.